# Libíň
Libíň je vesnice, část města Sedlčany v okrese Příbram ve Středočeském kraji. Nachází se asi 3,5 kilometru jižně od Sedlčan. Částí města protéká Libíňský potok. Prochází zde silnice II/105. Libíň je také název katastrálního území o rozloze 2,32 km².

## Historie
První písemná zmínka o vesnici pochází z roku 1450.

## Obyvatelstvo
| Rok            | 1869 | 1880 | 1890 | 1900 | 1910 | 1921 | 1930 | 1950 | 1961 | 1970 | 1980 | 1991 | 2001 | 2011 | 2021 |
| -------------- | ---- | ---- | ---- | ---- | ---- | ---- | ---- | ---- | ---- | ---- | ---- | ---- | ---- | ---- | ---- |
| Počet obyvatel | 115  | 176  | 171  | 178  | 170  | 148  | 131  | 116  | 116  | 106  | 92   | 88   | 94   | 109  | 105  |
| Počet domů     | 15   | 16   | 16   | 17   | 17   | 17   | 20   | 21   | 44   | 24   | 20   | 28   | 32   | 34   | 36   |

## Obecní správa
Při sčítání lidu v letech 1850–1920 Libíň byla osadou obce Nedrahovice v okrese Sedlčany. V letech 1921–1975 byla samostatnou obcí, se kterým patřila nejprve do okresu Sedlčany, ale od roku 1960 v okrese Příbram. Od 1. ledna 1976 je částí města Sedlčany v okrese Příbram. V letech 1921–1975 k obci patřila Doubravice.

## Pamětihodnosti
- Ve vesnici se nachází kaple čtverhranného půdorysu. Datace uvedená na boční straně kaple je 1854.
- Vedle návesní kaple stojí kříž na kamenném podstavci.
- Kamenný most z 18. století, od roku 2021 kulturní památka

## Galerie

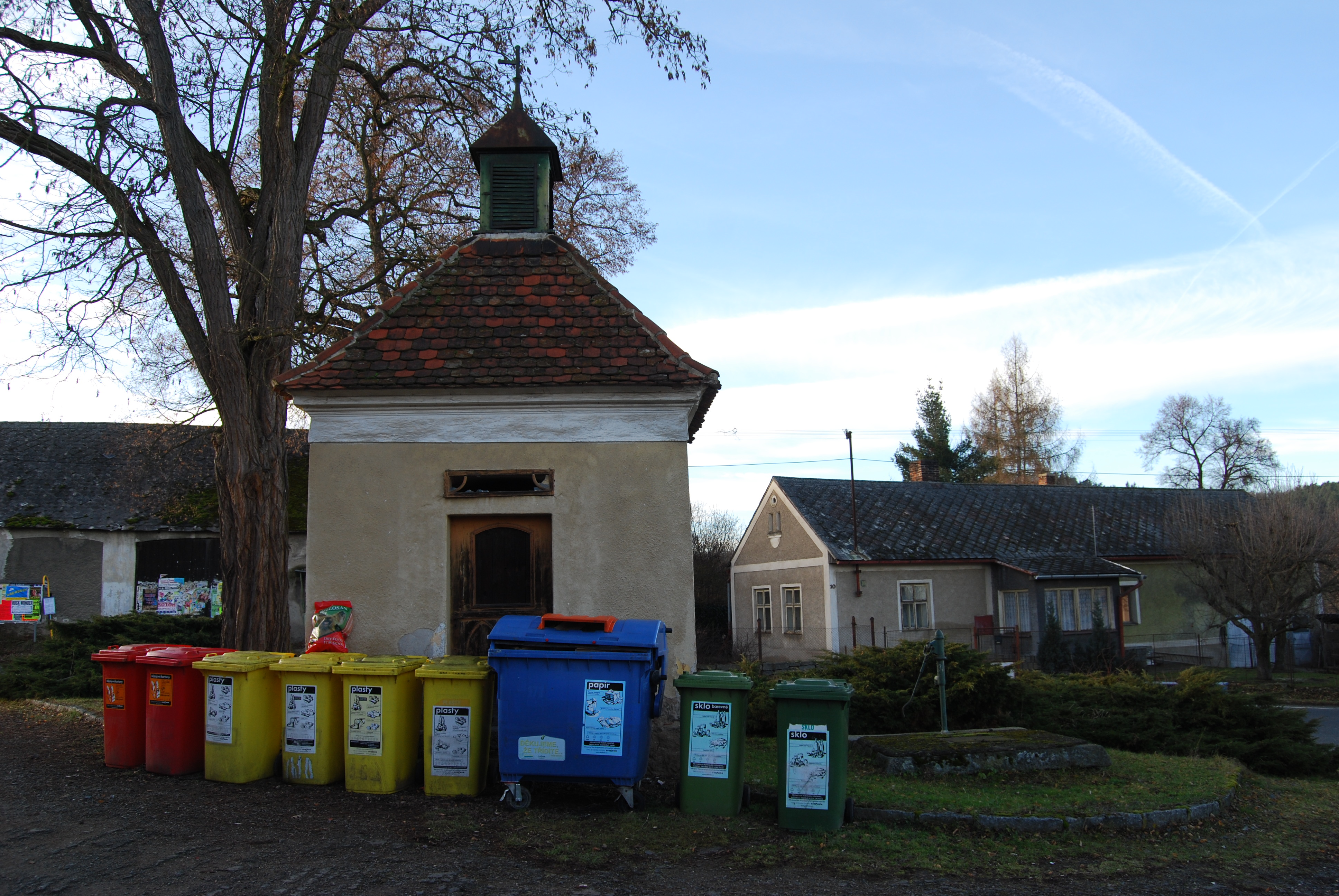
Návesní kaple
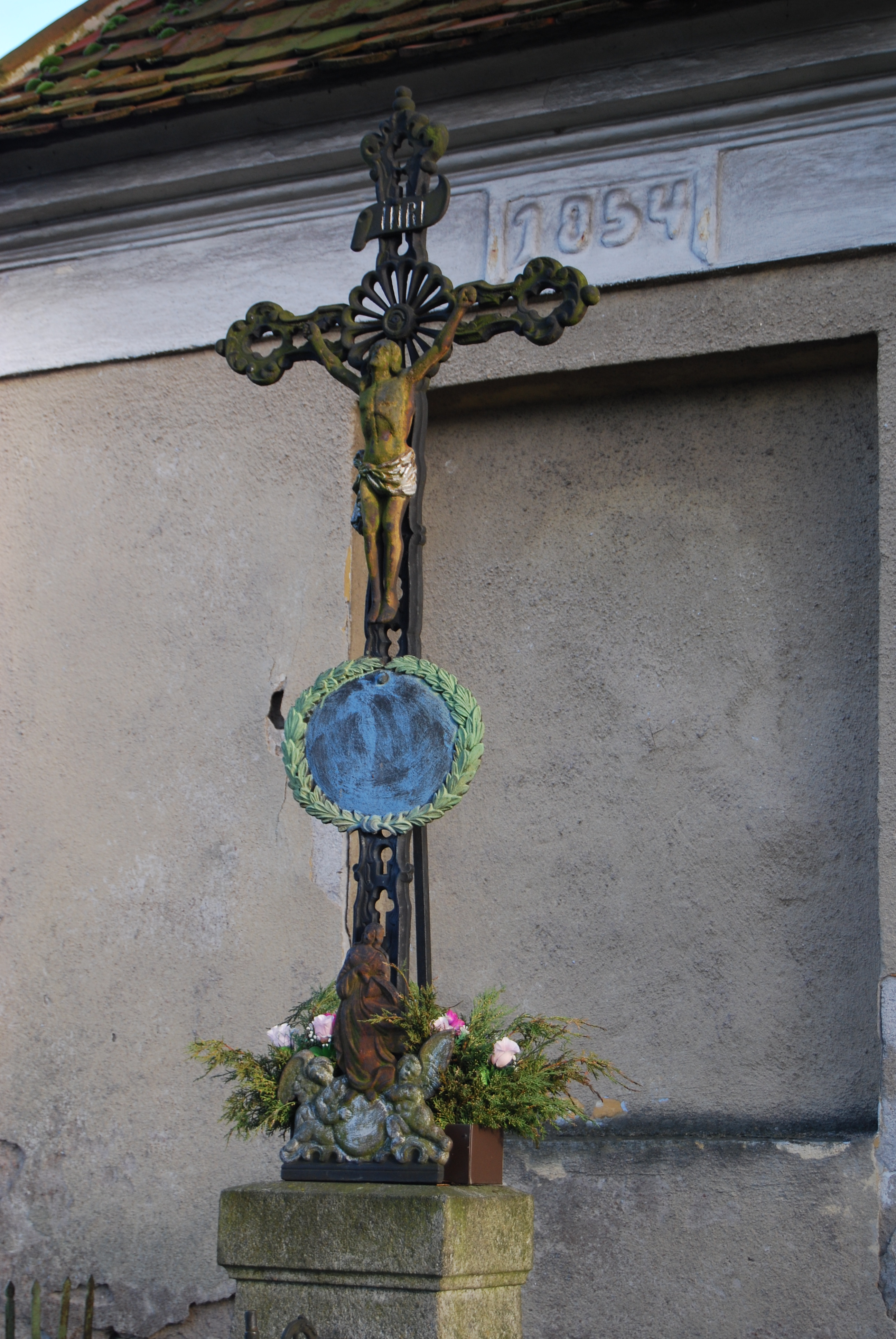
Detail kříže u kaple